# Gonatodes daudini
Gonatodes daudini är en ödleart som beskrevs av  Powell och HENDERSON 2005. Gonatodes daudini ingår i släktet Gonatodes och familjen geckoödlor. IUCN kategoriserar arten globalt som akut hotad. Inga underarter finns listade i Catalogue of Life.